# Ruyschia pavonii
Ruyschia pavonii är en tvåhjärtbladig växtart som beskrevs av George Don jr. Ruyschia pavonii ingår i släktet Ruyschia och familjen Marcgraviaceae. Inga underarter finns listade i Catalogue of Life.